# Sofi Marinowa

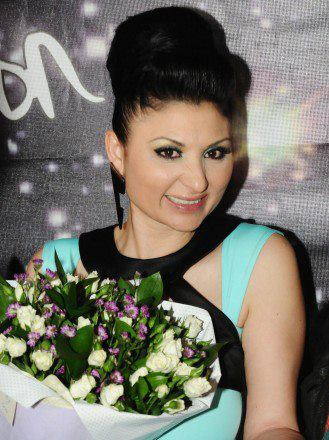
Sofi Marinowa (2012)

Sofi Marinowa Kamenowa (bulgarisch София Маринова Каменова; * 5. Dezember 1975 in Sofia) ist eine bulgarische Popfolk-Sängerin mit Roma-Wurzeln.

## Leben und Wirken
Große Bekanntheit erhielt Sofi Marinowa als Sängerin der bulgarischen Roma-Band Super Express (bulg. Супер експрес) in den 1990er Jahren, mit der sie fünf Alben einsang. Unter ihrem eigenen Namen hat sie seit 1997 zehn Alben veröffentlicht.
2005 (mit Slawi Trifonow) und 2007 nahm sie an der Vorauswahl zum Eurovision Song Contest teil, wurde aber nicht ausgewählt.
Als Gewinnerin der bulgarischen Vorauswahl 2012 durfte sie mit dem Popsong Love Unlimited beim Eurovision Song Contest 2012 in Baku für ihr Heimatland antreten. Beim zweiten Halbfinale konnte sie sich nicht für das zwei Tage später stattfindende Finale qualifizieren. Sie scheiterte dabei besonders knapp: Mit 45 Punkten belegte sie den elften Platz, punktgleich hinter Norwegen. Da Norwegen aus elf Ländern mindestens einen Punkt erhielt, Bulgarien dagegen nur aus zehn, zog Norwegen in das Finale ein und Bulgarien schied aus.

## Diskografie

### Alben mit der Band Super Express
- 1995: Мечта
- 1996: Без конкуренция
- 1997: Стари рани
- 1999: Песни от сърце / Гиля таровило

### Soloalben
- 1997: Единствен мой
- 1999: Моят сън
- 2000: Студен пламък
- 2001: Нежна е нощта
- 2002: Осъдена любов
- 2004: 5 октави любов
- 2005: Обичам
- 2006: Остани
- 2008: Време спри
- 2009: VIP-ът
- 2013: Софи Маринова 2013

### Singles (Auswahl)
- 2003: Edin jivot ne stiga (mit Azis ; Original: Ebru Gündeş – Akıllı Ol)
- 2004: Бели Рози
- 2005: Do Kray Obichay Me
- 2006: Бурята В Сърцето Ми (mit Ustata)
- 2012: Love Unlimited
- 2014: Любов (mit Toni Storaro)
- 2020: Проблем (mit Konstantin)
- 2022: Garmish
- 2022: Mangava Tut (mit Preslava)
- 2023: Гласът на София (mit Fiki)
- 2023: Две Лъжи (mit Toni Storaro)